# Longitarsus traductus
Longitarsus traductus är en skalbaggsart som beskrevs av Horn 1889. Longitarsus traductus ingår i släktet Longitarsus och familjen bladbaggar. Inga underarter finns listade i Catalogue of Life.